# Lars Winter (Politiker)

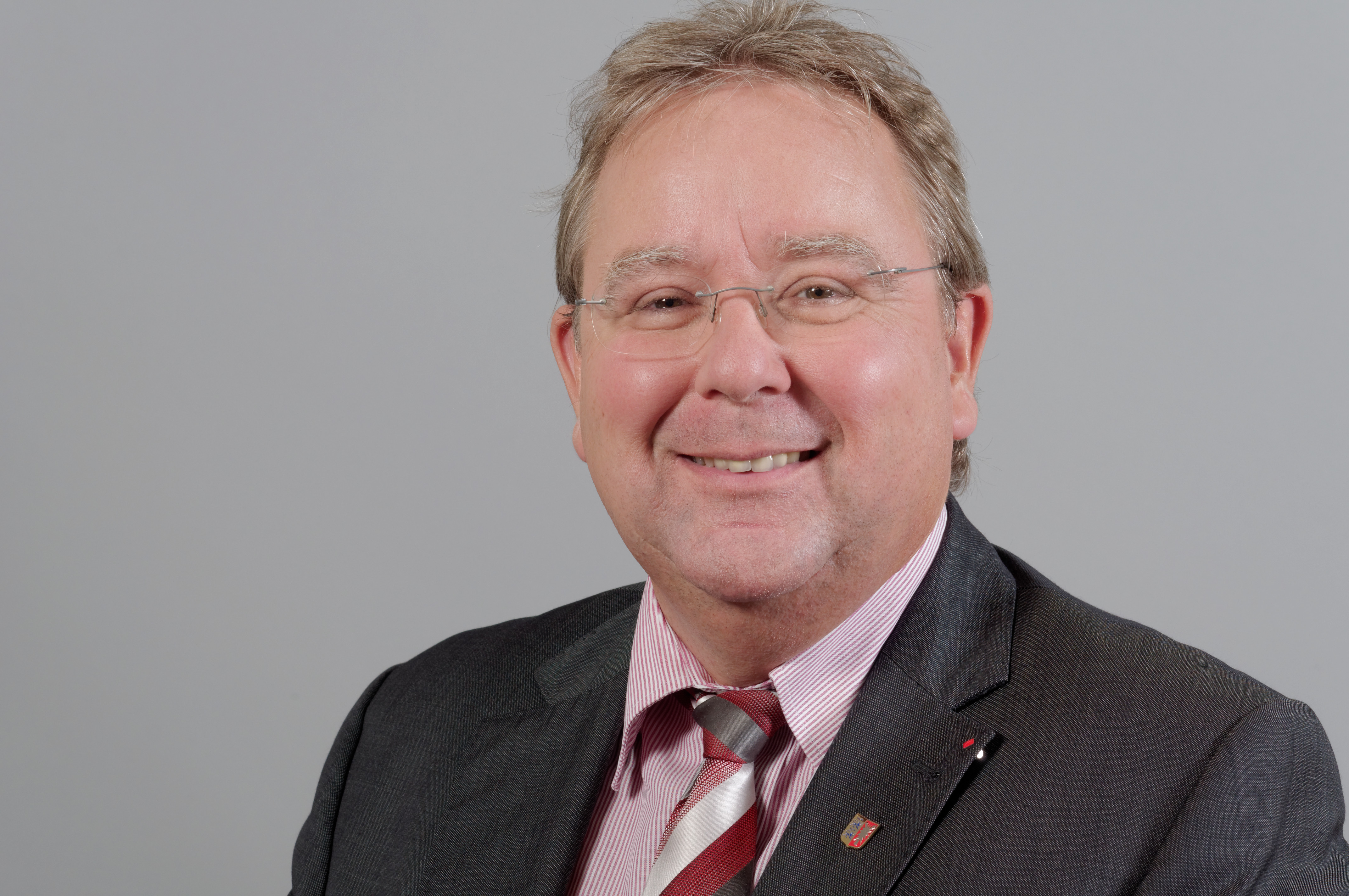
Lars Winter (2013)

Lars Winter (* 12. März 1963 in Hildesheim) ist ein deutscher Politiker (SPD). Von 2012 bis 2016 war er Abgeordneter des Schleswig-Holsteinischen Landtags und von 2017 bis 2023 Bürgermeister der Stadt Plön.

## Leben, Beruf und Ehrenamt
Winter schloss die Schule in Plön 1982 mit Mittlerer Reife ab, absolvierte von 1982 bis 1985 eine Ausbildung zum Verwaltungsfachangestellten und leistete anschließend bis 1986 seinen Grundwehrdienst ab. Danach arbeitete er als Kassenleiter beim Amt Plön-Land. Von 1993 bis 1996 war er als Kämmerer beim Amt Schenkenländchen in Brandenburg tätig. 1996 kehrte er nach Schleswig-Holstein zurück und übernahm die gleiche Funktion im Amt Neustadt-Land.  Ab 2004 war er dort und ab 2005 für das Amt Ostholstein-Mitte als Fachbereichsleiter Zentrale Dienste und Finanzen tätig. 2011 wurde er stellvertretender Leitender Verwaltungsbeamter.
1997 trat er in die SPD ein und wurde 2001 Mitglied im Kreisvorstand der SPD Ostholstein. 2006 wurde er Ortsvorsitzender der SPD Beschendorf, 2009 stellvertretender Kreisvorsitzender der SPD und schließlich 2010 Kreisvorsitzender der SPD Ostholstein. Von 2008 bis 2013 war er Vorsitzender der Komba-Gewerkschaft, Fachgewerkschaft für Beamte und Beschäftigte der Kommunen. 

## Wahlämter
Bei den Kommunalwahlen in Schleswig-Holstein 2003 wurde Winter in die Gemeindevertretung seines Wohnorts Beschendorf gewählt und als Bürgerliches Mitglied in die SPD-Kreistagsfraktion berufen. 2008 erfolgte die Wahl in den Kreistag des Kreises Ostholstein. Sein Mandat legte er mit der Wahl in den Landtag 2012 nieder. 
Bereits bei der Landtagswahl 2009 kandidierte er im Landtagswahlkreis Eutin-Nord für den Landtag Schleswig-Holstein, unterlag jedoch mit 31,4 Prozent der Erststimmen dem mit 39,4 Prozent direkt gewählten CDU-Kandidaten Klaus Klinckhamer und war nicht über die Landesliste seiner Partei ausreichend abgesichert. Bei der vorgezogenen Landtagswahl in Schleswig-Holstein 2012 kandidierte er erneut im Landtagswahlkreis Ostholstein-Nord und erlangte mit 41,3 Prozent der Erststimmen das Direktmandat. Er gehörte dem Finanzausschuss an und war finanzpolitischer Sprecher seiner Fraktion. Am 31. Dezember 2016 legte er das Mandat nieder, nachdem er am 17. Juni 2016 im Zweiten Wahlgang mit knapp 60 Prozent der abgegebenen Stimmen zum Bürgermeister der Stadt Plön gewählt worden war. Dieses Amt trat er am 1. März 2017 an.
Winter stellte sich am 11. September 2022 mit Unterstützung von SPD und Grünen den Bürgerinnen und Bürgern zur Wiederwahl. Andere Bewerber gab es nicht. Bei einer Wahlbeteiligung von 40,9 Prozent stimmten 39,4 Prozent mit Ja, 60,6 Prozent hingegen mit Nein. Damit endete sein Amt am 28. Februar 2023.
Winter ist verheiratet und hat zwei Kinder.